# 上杉隆憲
上杉 隆憲（うえすぎ たかのり、大正6年（1917年）2月5日 - 平成7年（1995年）10月30日）は、米沢上杉家15代当主。

## 来歴・人物
上杉憲章の三男として山形県米沢市に生まれる。長兄・定憲と次兄・資憲が早世したため、父の跡を継ぎ米沢上杉家の当主となる。学習院で初等科から高等科まで学び、東京帝国大学仏文科に進学した。昭和15年（1940年）、徳川家正の次女敏子と結婚した。昭和16年（1941年）、文部省に入省。昭和19年（1944年）、米沢に疎開し、山形師範学校助教授となった。戦後、東京に戻り、東京文化会館長、東京都児童会館長などを務めた。米沢市制100年の時には国宝・重要文化財を寄贈した。1995年10月30日、心筋梗塞のため死去。
敏子夫人は徳川宗家第17代当主・徳川家正の次女。2男2女があり、長男は宇宙工学者の上杉邦憲、次男は音楽家の上杉隆治（2004年5月12日没）である。